# Jan Kowalewski

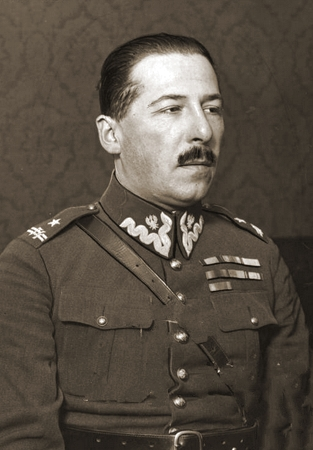
Jan Kowalewski, hier als Major

Jan Kowalewski (* 23. Oktober 1892 in Łódź; † 31. Oktober 1965 in London) war Oberstleutnant (poln. podpułkownik) der polnischen Streitkräfte sowie Kryptoanalytiker, Geheimdienstmitarbeiter, Ingenieur und Journalist. Er war einer der ersten Mitarbeiter des polnischen „Chiffrenbüros“ BS (poln. Biuro Szyfrów), beziehungsweise dessen Vorläuferorganisation, der „Chiffrenabteilung“ (poln. Sekcja Szyfrów). Während des polnisch-sowjetischen Kriegs (1919–1921) gelang ihm die Entzifferung abgefangener verschlüsselter Funksprüche der Roten Armee. Dies trug 1920 zum polnischen Sieg in der kriegsentscheidenden Schlacht bei Warschau bei. Das sogenannte „Wunder an der Weichsel“ geht somit ganz wesentlich auf die erfolgreichen Entzifferungsarbeiten des damaligen Leutnants (poln. podporucznik) Jan Kowalewski zurück.

## Leben

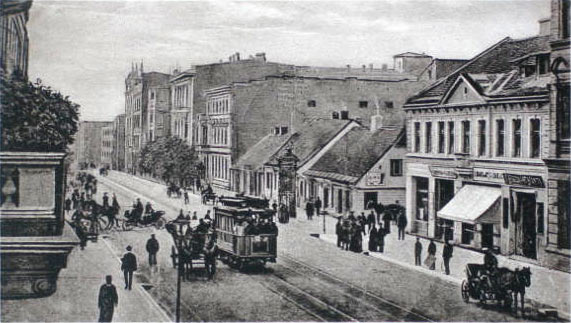
Die Ulica Piotrkowska (Petrikauer Straße) in Łódź (1900), in der Jan während seiner Schulzeit wohnte.

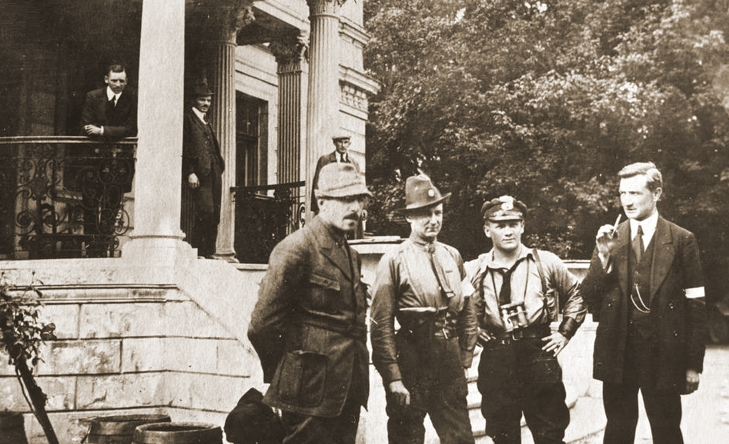
Gruppe polnischer Offiziere während des Dritten Schlesischen Aufstands (1921) vor Schloss Slawentzitz. Vorn links (in der Mitte des Bildes) Jan Kowalewski.

Jan wurde im Weichselland, der damals westlichsten Provinz des Russischen Kaiserreichs, geboren. Nach seiner Schulausbildung in Łódź studierte er ab 1909 Chemie an der Universität Lüttich und schloss sein Studium dort 1913 ab. Er kehrte noch im selben Jahr in seine Heimat zurück und wurde nur ein Jahr später, mit Ausbruch des Ersten Weltkriegs, als Soldat in die Kaiserlich Russische Armee einberufen. Er kämpfte als Offizier der Fernmeldetruppe in Belarus und Rumänien. Nach dem Weltkrieg, im Dezember 1918, konnte er sich der durch den polnischen General Lucjan Żeligowski neu geformten 4. polnischen Schützendivision anschließen und wurde dort Geheimdienstoffizier. Während des Polnisch-Ukrainischen Kriegs (1918–1919) arbeitete er als Codeknacker im Stab von General Józef Haller. Ihm gelang der Bruch verschlüsselter Funksprüche der damaligen Westukrainischen Volksrepublik und der Weißen Armee unter General Anton Denikin, was ihm die Aufmerksamkeit und Anerkennung seiner Vorgesetzten eintrug. Im Mai 1919 gelangte er in das inzwischen wiedergegründete Polen und wurde im Juli nach Warschau versetzt, mit dem Auftrag, dort eine nachrichtendienstliche Chiffrenstelle für den polnischen Generalstab zu errichten. Dazu rekrutierte er in den folgenden Monaten eine Reihe von Mitarbeitern der Universitäten Warschau und Lemberg, darunter herausragende Mathematiker wie Stanisław Leśniewski, Stefan Mazurkiewicz und Wacław Sierpiński. Zusammen gelangen ihnen weitere erfolgreiche Entzifferungen im polnisch-sowjetischen Krieg, die im Jahr 1920 zum Gewinn der Schlacht bei Warschau, dem „Wunder an der Weichsel“, beitrugen, und schließlich 1921 zum polnischen Sieg im Krieg führten.
Nach dem Sieg diente er während des Dritten Schlesischen Aufstands im polnischen Stab als Chef des Nachrichtendienstes. Im Jahr 1923 wurde er nach Tokio gesandt, wo er japanische Offiziere nachrichtendienstlich schulte. Für seine Verdienste hier erhielt er den japanischen Militärverdienstorden Orden der Aufgehenden Sonne. 1928 graduierte er an der französischen Militärschule Saint-Cyr und wurde anschließend zum Major befördert. Ab 1929 diente er dann als Militärattaché an der polnischen Botschaft in Moskau. Dort geriet er jedoch in Misskredit und wurde zur Persona non grata erklärt. Er wechselte zur polnischen Botschaft in die rumänische Hauptstadt Bukarest und blieb dort bis 1937, bevor er wieder nach Polen zurückkehrte. Für kurze Zeit leitete er eine Abteilung des im selben Jahr von Adam Koc gegründeten Lagers der Nationalen Einheit (poln. Obóz Zjednoczenia Narodowego) und wurde Direktor der TISSA (poln. Towarzystwo Importu Surowców Spółka Akcyjna), einem speziellen Import-Unternehmen, das durch den polnischen Geheimdienst gefördert wurde, und dessen Zweck es war, in Polen seltene Güter für die polnische Rüstungsindustrie aus dem Ausland zu beschaffen. Inzwischen war er zum Oberstleutnant (poln. podpułkownik) befördert worden.
Nach dem deutschen Überfall auf Polen im September 1939 flüchtete er – wie auch viele andere polnische Geheimdienstmitarbeiter und Kryptologen – über Rumänien nach Frankreich. Im Januar 1940 schloss er sich der dortigen polnischen Exilarmee an. Nach der erfolgreichen militärischen Offensive der deutschen Wehrmacht im Mai und Juni 1940 musste er die nun von den Deutschen besetzte Zone in Nordfrankreich verlassen und floh über die unbesetzte Zone libre und Spanien nach Portugal. Nachdem er sich kurz in Figueira da Foz aufgehalten hatte, ging er nach Lissabon, einem damaligen internationalen Schmelztiegel und Sammelpunkt für Spione aus aller Welt. Er traf dort seinen alten Freund Ioan Pangal, einen rumänischen Politiker und ehemaligen Gesandten Rumäniens in Portugal. Obwohl Pangal wegen „pro-alliierter“ Haltung im Jahr 1941 durch seinen prodeutschen „Staatsführer“ Ion Antonescu aus dem Amt entlassen wurde, blieb er als Gegner des nationalsozialistischen Deutschen Reichs und dessen Kriegsverbündeten Rumänien, Ungarn, Finnland und Italien in Lissabon. Pangal arbeitete nun mit Kowalewski für den polnischen Geheimdienst.
Diese Zusammenarbeit erwies sich als sehr fruchtbar für die Alliierten. Kowalewski gelang es, seine Vorgesetzten, General Władysław Sikorski sowie Minister Stanisław Kot, zu überzeugen, am 15. Januar 1941 ein polnisches Spionagezentrum in Lissabon zu etablieren. Dieses erhielt die Tarnbezeichnung Placówka Łączności z Kontynentem (deutsch Kontinentales Kommunikationszentrum) und stand unter Kowalewskis Leitung. Dieses Zentrum entwickelte sich rasch zu einer Schaltzentrale eines weitverzweigten Spionagenetzes. Von hier aus wurden Dutzende Spionage- und auch Sabotage-Gruppen in den diversen von den Deutschen besetzten Ländern Europas koordiniert und auch der polnische Widerstand unterstützt und versorgt.
Kowalewskis Spionagenetz nützte auch den Briten. Seine nachrichtendienstlichen Erkenntnisse wurden regelmäßig an das britische SOE (Special Operations Executive, deutsch Sondereinsatztruppe) oder das Ministry of Economic Warfare weitergeleitet. So erlangten die Briten beispielsweise das Datum für Unternehmen Barbarossa gut zwei Wochen vor dem deutschen Angriff auf die Sowjetunion im Juni 1941. Ferner gelang Kowalewski die Ausschaltung einer geheimen deutschen Funkstation, die zur Kommunikation mit den U-Booten im Atlantik diente. Auch sorgte er nach der Abdankung des rumänischen Königs Carol II. vom 6. September 1940 für dessen sichere Passage über Spanien nach Lissabon.
Gegen Ende des Krieges, im Jahr 1944, wurde Kowalewski auf sowjetischen Druck, die seinen starken Einfluss auf Osteuropa als Schädigung sowjetischer Interessen missbilligten, am 20. März von seinem Posten in Lissabon abberufen und am 5. April nach London versetzt. Stalin selbst hatte Ende 1943 auf der Teheran-Konferenz dies gegenüber Churchill durchgesetzt. Kowalewski erhielt in London den neuen Posten eines Leiters des Polish Operations Bureau at the Special Forces Headquarters (deutsch „Polnischer Einsatzstab im Hauptquartier der Spezialkräfte“), ein beeindruckender Titel, allerdings ohne große Einflussmöglichkeiten. Tatsächlich wurde er „kaltgestellt“.
Nach dem Krieg blieb er – wie viele seiner Landsleute – im britischen Exil und begann sein neues Leben als Journalist. Er war der Chefredakteur der Monatszeitschrift East Europe and Soviet Russia (deutsch Osteuropa und Sowjetrussland), wobei er mit Radio Free Europe zusammenarbeitete. Er blieb bis ins hohe Alter geistig rege und agil. So gelang ihm noch 1963, mit über 70 Jahren, ein weiterer bemerkenswerter kryptanalytischer Erfolg. Er knackte den Code, den der polnische General Romuald Traugutt beim Januaraufstand (1863–64) benutzt hatte. Oberstleutnant Jan Kowalewski starb mit 73 Jahren an Krebs.

## Ehrungen

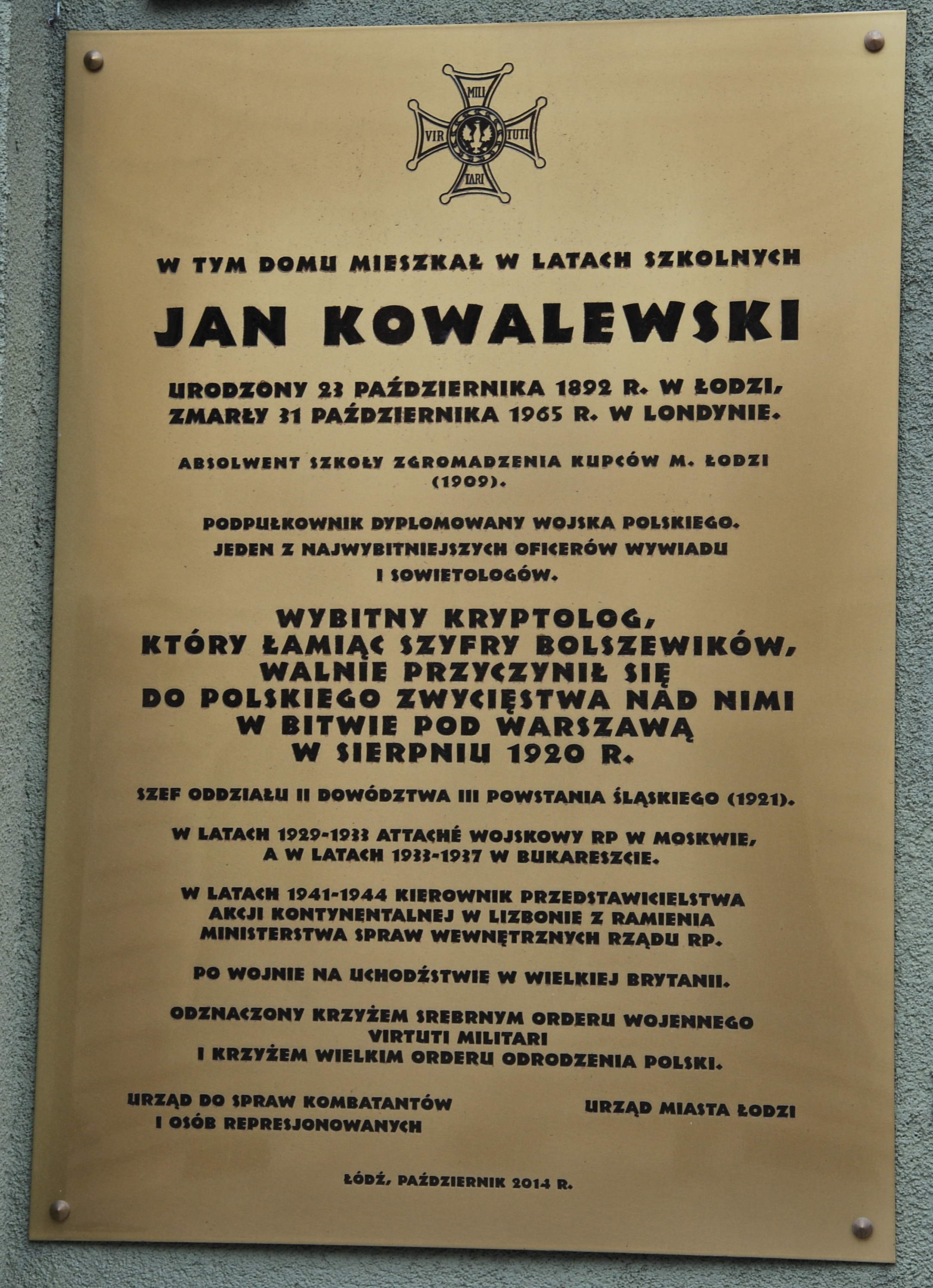
Gedenktafel in der Petrikauer Straße Nr. 132 in Łódź

Kowalewskis Verdienste blieben jahrzehntelang ein Geheimnis. Dennoch erhielt er bereits zu Lebzeiten, im Jahr 1922, das Silberne Kreuz des höchsten polnischen Militärverdienstordens "Virtuti Militari" (Verleihungsnummer 5247). 
Postum wurde ihm in Anerkennung seiner herausragenden Beiträge zur Unabhängigkeit der Republik Polen mit Beschluss vom 4. Juli 2012 das Großkreuz des Ordens Polonia Restituta verliehen. Dies wurde seiner Familie im Rahmen einer feierlichen Zeremonie am 15. August 2012 überreicht. Am 23. Oktober 2014, seinem 122. Geburtstag, wurde in seiner Geburtsstadt Łódź an dem Haus in der Ulica Piotrkowska 132 (Petrikauer Straße Nr. 132), in dem er während seiner Schulzeit gelebt hatte, in Anwesenheit seines Enkels Hugo Ferreira Kowalewski von Oberbürgermeisterin Hanna Zdanowska eine Gedenktafel (Bild) enthüllt, die Jan Kowalewski gewidmet ist.